# تئوری‌های توطئه ۱۱ سپتامبر

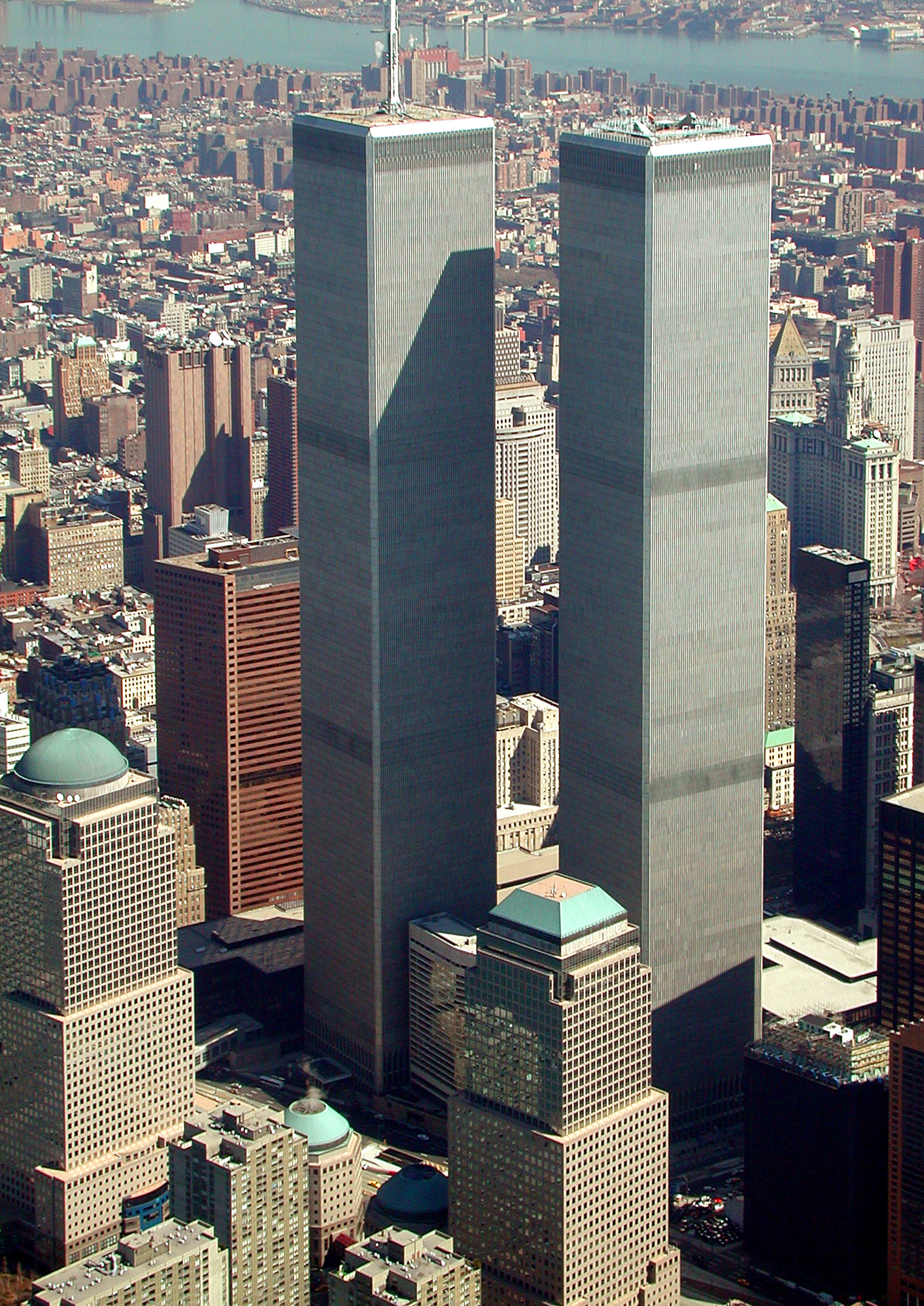
فروپاشی دو برج مرکز تجارت جهانی و دبلیوتی‌سی۷ (در این تصویر، ساختمان قهوه‌ای در سمت چپ برج‌ها) در کانون توجهات تئوری‌های توطئهٔ حادثهٔ ۱۱ سپتامبر است.

تئوری‌های توطئهٔ ۱۱ سپتامبر دلایلی‌اند که ادعا می‌کنند حملات ۱۱ سپتامبر در سال ۲۰۰۱ یا عمداً اجازه داده شدند یا این‌که یک عملیات پرچم دروغین اجراشده با عناصر نفوذی در دولت ایالات متحده بوده‌ است.

## اصطلاح تئوری توطئه
اعضای جنبش حقیقت ۱۱ سپتامبر از به‌کارگیری انحصاری اصطلاح «تئوری توطئه» از طرف رسانه‌های اصلی برای توصیف مواضع‌شان انتقاد کرده‌اند. دیوید ری گریفین می‌نویسد که رسانه‌های اصلی طوری وانمود می‌کنند که انگار توضیح رسمی و دولتی ۱۱ سپتامبر خودش یک تئوری توطئه نیست چرا که آن هم دال بر یک توطئه از طرف اسامه بن لادن و تیمش علیه ایالات متحده است. آنچه مهم است این است که کدام تئوری توطئه مبتنی بر مدارک مطلوب و استدلال‌های منطقی است. اما استفاده توهین‌آمیز از این توصیف فقط برای نظریات غیردولتی باعث می‌شود افراد بتوانند بدون بررسی مدارک پشتیبان توضیحات غیررسمی آن‌ها را تمسخر و رد کنند.

## اقبال عمومی
یک نظرخواهی انجام‌شده در سال ۲۰۰۶ توسط اسکریپس هاوارد و دانشگاه اوهایو نشان می‌دهد که «بیش از یک‌سوم جامعهٔ آمریکا مظنونند که مقامات رسمی دولت فدرال به تروریست‌های ۹/۱۱ کمک کرده‌اند یا این‌که برای متوقف‌کردن‌شان به اقدامی دست نزده‌اند تا این‌که آمریکا بتواند برای جنگ در خاورمیانه عازم شود.»

## تئوری‌های مشهور

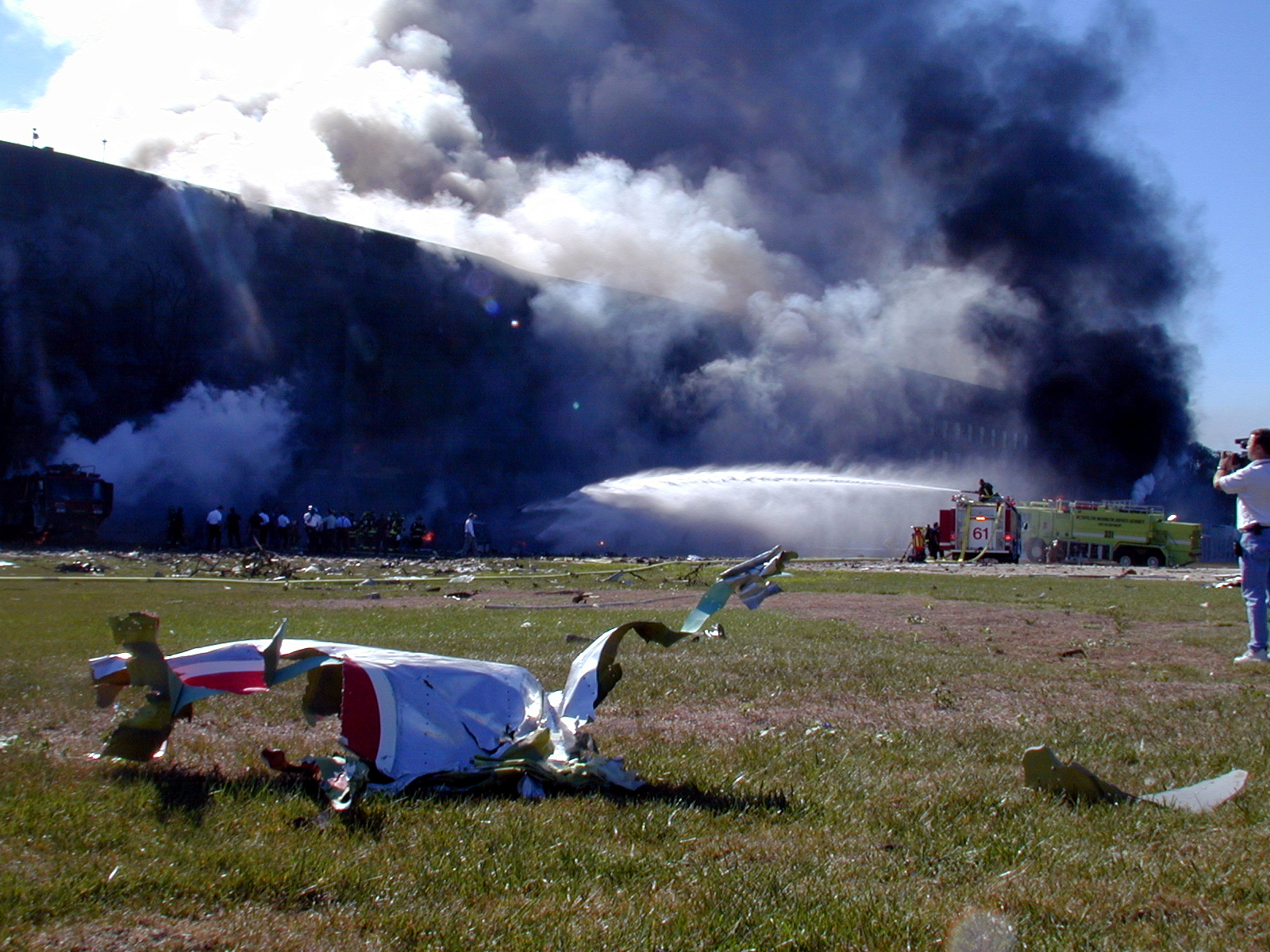
لاشه پرواز شماره ۷۷ - ساختمان پنتاگون (آرلینگتون، ویرجینیا)

قابل‌توجه‌ترین تئوری، بیان می‌کند که فروپاشی مرکز تجارت جهانی و مرکز تجارت جهانی ۷ نتیجهٔ تخریب کنترل‌شده بودند تا این‌که نتیجهٔ تضعیف سازه‌ای حاصل از آتش‌سوزی باشد. یک اعتقاد دیگر این است که پنتاگون توسط یک موشک پرتاب‌شده به وسیلهٔ عناصری در دولت ایالات متحده مورد حمله قرار گرفت یا این‌که هواپیمای یک خط تجاری اجازهٔ این عمل را از طریق توقف کاری مؤثر نظامیان آمریکا پیدا کرد اهداف منسوب به توطئه‌گران در این تئوری‌های توطئه شامل تهاجم به افغانستان و عراق، منافع ژئواستراتژیک در خاورمیانه از جمله نقشه‌های خطوط لوله آغازشده در اوایل دههٔ ۱۹۹۰ توسط آنوکل و سایر شرکت‌های نفتی است.

### مناظرات
گزارش‌ها و مقالات منتشرشده توسط مؤسسه ملی استاندارد و فناوری (ان‌آی‌اس‌تی)، پاپیولر مکنیکس و رسانه‌های عمده تئوری‌های توطئهٔ ۹/۱۱ را رد کرده‌اند. سازمان‌های مهندسی عمران پذیرفته‌اند که اثرات برخورد هواپیمای جت در سرعت بالا همراه با آتش حاصل از آن، نه تخریب کنترل‌شده، منجر به فروپاشی برج‌های دوقلو شده‌اند. اما ان‌آی‌اس‌تی بیان کرده‌است که هیچ آزمایشی را روی هیچ گونه‌ای از باقی‌مانده‌های مواد منفجرهٔ موجود در خرابه‌ها انجام نداده‌است. همچنین منتقدین به روش‌شناسی و مفروضات گزارش‌های ان.آی.اس.تی و پاپیولر مکنیکس ایراد گرفته‌اند و نتایج گزارش را رد می‌کنند.